# Samberembe
Samberembe is een bestuurslaag in het regentschap Sragen van de provincie Midden-Java, Indonesië. Samberembe telt 3421 inwoners (volkstelling 2010).